# شهرستان کلینتون (آیووا)
شهرستان کلینتون، آیووا (به انگلیسی: Clinton County, Iowa) شهرستانی در ایالات متحده آمریکا است که در آیووا واقع شده‌است.